# سیارک ۲۱۳۵۵
سیارک ۲۱۳۵۵ (به انگلیسی: 21355 Pikovskaya، نامگذاری:1997FZ3) بیست و یک هزار و سیصد و پنجاه و پنجمین سیارک کشف شده‌است که در ۳۱ مارس ۱۹۹۷ کشف شد.
قدر مطلق سیارک برابر ۱۸.۶ است.